# Leiodes graecus
Leiodes graecus is een keversoort uit de familie van de truffelkevers (Leiodidae). De wetenschappelijke naam van de soort werd, in de spelling Leiodes graeca, in 1993 gepubliceerd door Švec.
De kever wordt 2 tot 2,2 millimeter lang en lijkt sterk op Leiodus brunneus. De soort komt alleen voor in Griekenland.